# 舵轮

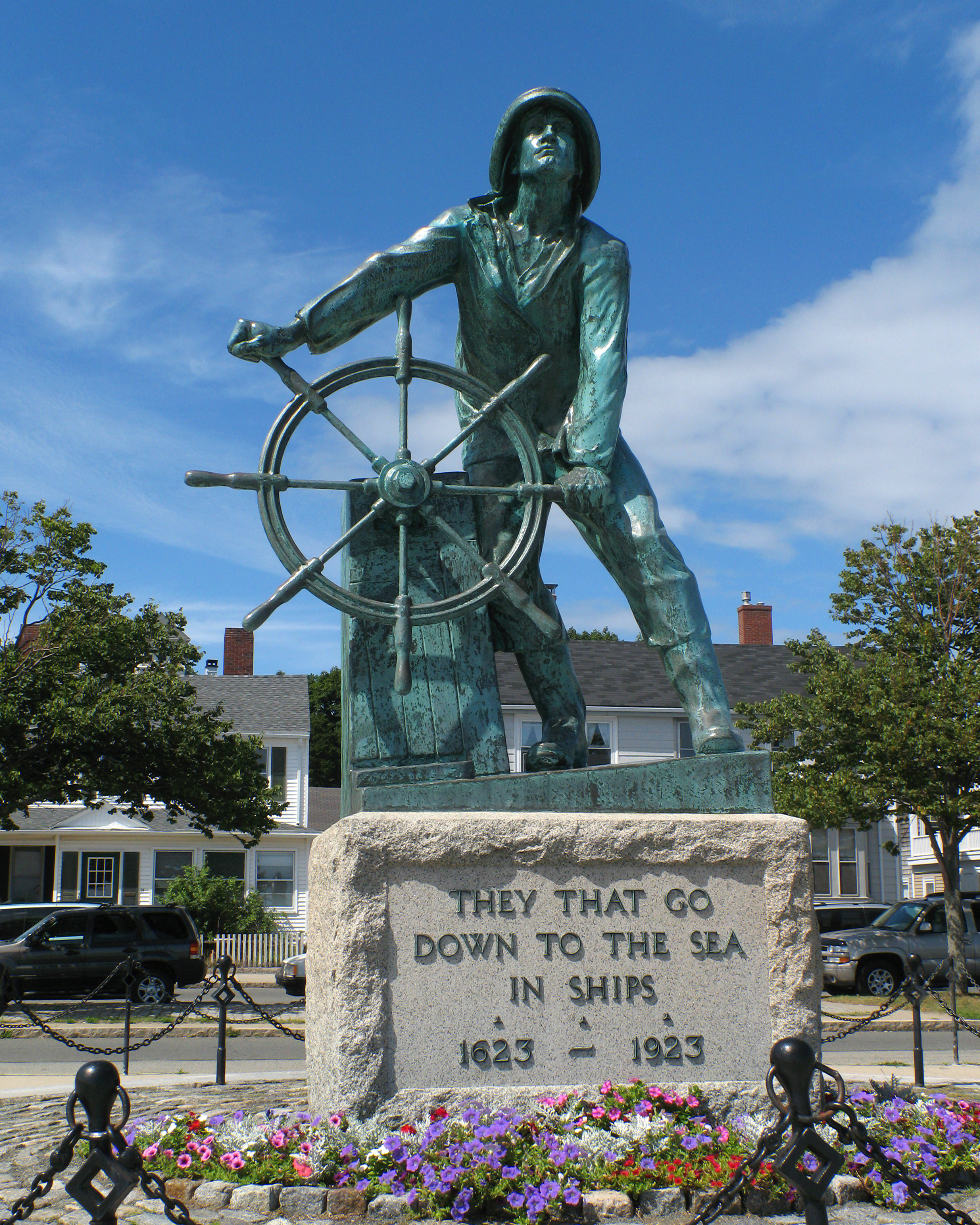
格洛斯特渔民纪念碑，紀念碑中的一位舵手手握舵轮

舵轮是船或飞艇上的舵手用來转向并控制船或飞艇航向的一种装置 。舵轮與伺服機構或液压系统相連，然後通過這些改變船舵。現在很多船隻已沒有舵輪，舵輪已被開關替代，開關可以通過遠程控制電動機械或電動液壓裝置來驅動船舵。